# أسمر وجميل (فلم)
أسمر وجميل (بالإنجليزية: Dark and Handsome - Asmar wa jamil) فيلم عائلي، غنائي، استعراضي مصري لعام 1950، من إخراج، وقصة وسيناريو وحوار عباس كامل. الفيلم من بطولة عبد العزيز محمود وسامية جمال، ويدور الفيلم حول بائع روبابيكيا يشتري بعض ملابس قديمة كانت لجدة ثريا التي يحبها، ويجد فيها ثروة كبيرة مُخبأة، فيحتار هل يُعيدها أم يحتفظ بها لنفسه.
صدر الفيلم إلى دور العرض المصرية في 1 مايو 1950.
منح موقع قاعدة بيانات الأفلام على الإنترنت (IMDB) الفيلم درجة 5.6/ 10.
منح موقع قاعدة بيانات الأفلام العربية «السينما.كوم» الفيلم درجة 5.3/ 10.

## طاقم التمثيل
عبد العزيز محمود: في دور الكابتن محسن بك.
سامية جمال: في دور ثريا.
سعاد مكاوي: في دور بلية.
محمود شكوكو: في دور حمودة.
ماري منيب: في دور الهام هانم.
عبد الفتاح القصري: في دور المعلم أبو النجا الطرشجي.
محمد البكار: في دور عطيل.
محمد الديب: في دور شرف.
بالاشتراك مع: حسن أتلة – عادل عباس – عادل حسن – جينا – حسن كامل – محسن حسنين – ماري باي باي (بهيجة محمد علي) – زكي محمد حسن – ميمي عزيز.

## أحداث الفيلم
يفتتح عطيل (محمد البكار)، وهاملت (حسن كامل) معهد لتعليم الرقص والغناء في حارة السمر العذارى، وذلك في منزل المعلم أبو النجا، وينضم للمعهد ثريا (سامية جمال) ابنة المعلم أبو النجا الطرشجي (عبد الفتاح القصري)، وحمودة (محمود شكوكو)، واخته بلية (سعاد مكاوي) صاحبا المسمط في نفس الحارة.
يبيع المعلم أبو النجا شنطة قديمة بها ملابس حماته المتوفاة لبائع الروبابيكيا الكابتن محسن (عبد العزيز محمود)، الذي يحمل الشنطة، وعندما يفتحها يجد بها مبلغ مائة ألف جنيه، في الوقت الذي يحب كلا من الكابتن وثريا بعضهما البعض.
يأخذ الكابتن النقود ويغير اسمه ليصبح «محسن بك»، ويشترى صالة استعراضات الغناء والرقص، ويوظف فيها ثريا وبلية وعطيل وحمودة، ويخطب محسن ثريا، ولكن الراقصة المونيا (جينا)، وصديقها شرف (محمد الديب) يخدعانه لتتركه ثريا، ثم يستوليان على الصالة والنقود، ليقبض البوليس عليه.
يفوق الكابتن من الحلم الذي كان يحلمه، ويرد النقود للمعلم أبو النجا، الذي يزوجه ابنته ثريا جزاء أمانته.

## أغاني الفيلم
كلمات الأغاني: فتحي قورة.
الألحان: عبد العزيز محمود – محمود الشريف – محمد البكار.
أسمر وجميل: غناء وألحان عبد العزيز محمود
ياللّي شغلت القلب الخالي: غناء وألحان عبد العزيز محمود
روبابيكيا: غناء وألحان عبد العزيز محمود
آدي الكأس وآدي لحمة راس: ألحان عبد العزيز محمود، غناء عبد العزيز محمود، سعاد مكاوي، وشكوكو، والمجموعة.
يا جامع المال ما لاكشي صاحب: موال من ألحان وغناء عبد العزيز محمود.
ثريا: ألحان وغناء محمد البكار.
إيه اللّي وقعني الواقعة دي: غناء شكوكو.
أنت أنت: غناء شكوكو
أسمر وجميل: غناء سعاد مكاوي، وشكوكو، ومحمد البكار، وألحان عبد العزيز محمود.

## وصلات خارجية
- مقالات تستعمل روابط فنية بلا صلة مع ويكي بيانات
- أسمر وجميل على موقع دهليز
- أسمر وجميل على موقع يوتيوب
- أسمر وجميل على موقع يوتيوب
- أسمر وجميل على موقع كاروهات